# Mungitura

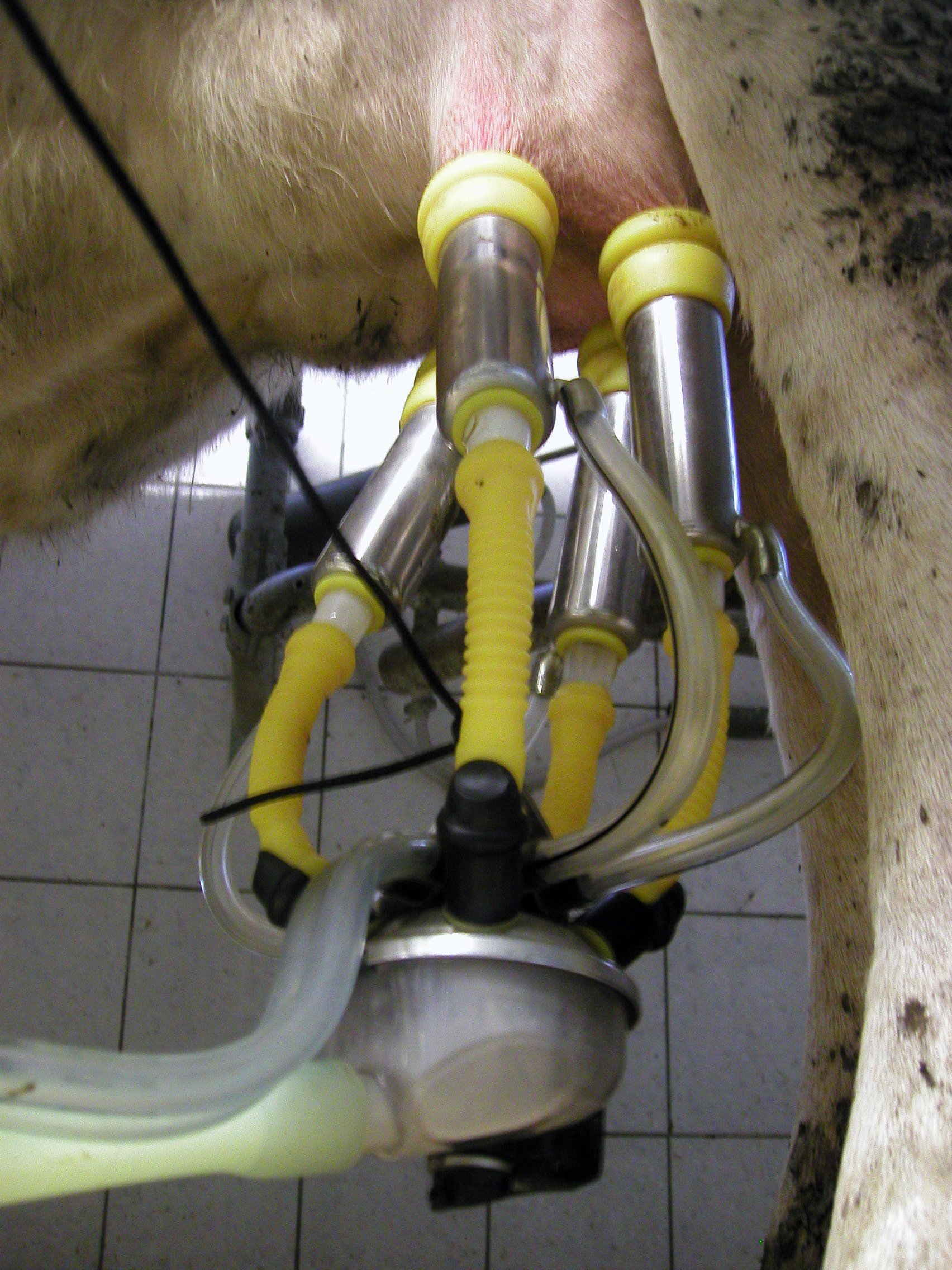
Mungitura meccanica

La mungitura è la pratica di stimolazione delle ghiandole mammarie della femmina delle specie appartenenti alla classe dei mammiferi, atta a raccogliere la produzione di latte negli animali anche dopo lo svezzamento del piccolo. 
In particolare, tale metodo viene applicato su vacche, capre, pecore e le asine, per prodotti caseari o cosmetici.

## Metodi
La mungitura può essere manuale o meccanica.

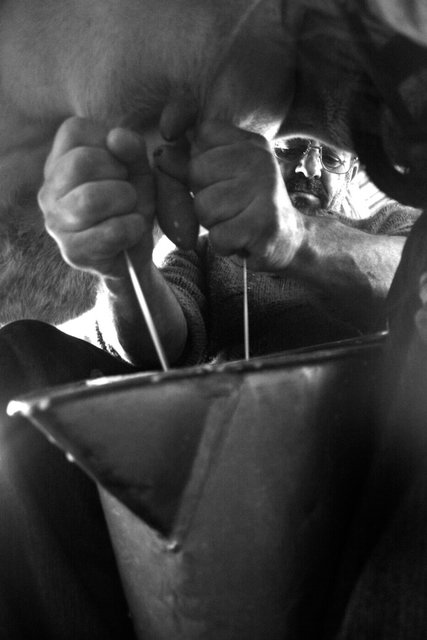
Mungitura manuale
La mungitura a mano viene realizzata in questo modo: le mani abbracciano completamente la mammella (questo tipo di mungitura riguarda soprattutto gli ovini ma il procedimento è simile anche per i bovini) e graduatamente dall'alto verso il basso, a partire dal mignolo, le dita e il palmo della mano effettuano una pressione regolare, al fine di convogliare il latte verso i capezzoli. Con un'ultima pressione del pollice e dell'indice, il latte fuoriesce e viene raccolto in un contenitore.

### Mungitura meccanica
La mungitura meccanica sfrutta per l'estrazione del latte il vuoto d'aria. Gli aspiratori della macchina vengono applicati sui capezzoli, dopodiché, alternando il vuoto alla normale pressione dell'aria, raccolgono il latte senza danneggiare le mammelle.
La mungitura meccanica avviene applicando alternativamente una forza negativa (vuoto d'aria relativo) allo sfintere dei capezzoli delle mammelle. Ai capezzoli viene applicato il prendi capezzolo (composto da guaina, camera di pulsazione, porta guaina) collegato tramite un sistema di condutture e tubi in gomma al pulsatore ad una pompa del vuoto che permettono la chiusura e apertura della guaina per alternare la fase di estrazione latte ad una fase di massaggio del capezzolo. Il latte estratto, tramite tubi in gomma alimentare o silicone, viene convogliato in un recipiente denominato collettore, successivamente, sempre con il vuoto, viene trasferito nel recipiente di raccolta, dove sarà possibile portarlo a pressione atmosferica.

## Caratteristiche
La mungitura si divide in 6 aspetti fondamentali:
- La tecnica di mungitura;
- La velocità di mungitura;
- L'età di mungitura;
- Il numero al giorno di mungiture;
- La durata della lattazione;
- L'asciutta.

### La velocità
La mungitura deve essere un'operazione veloce e completa, la mammella deve essere svuotata nell'arco di pochi minuti, in quanto se vi rimanesse del latte all'interno esso fermenterebbe, i batteri prolifererebbero e l'animale si ammalerebbe di mastite. La mungitura ha una diversa durata per ogni specie; per gli ovini può durare all'incirca 3 minuti, per le vacche può arrivare a 7-8 minuti.
Prima della mungitura delle vacche la mammella viene massaggiata, prima della meccanizzazione il massaggio veniva svolto a mano, oggi è molto più semplice grazie all'uso di un idromassaggio, effettuato con acqua tiepida, che possiede anche la funzione di lavaggio della mammella. Quando la mammella viene massaggiata, la vacca sente subito uno stimolo che arriva fino al cervello, poi all'ipofisi, dove è presente l'ipotalamo, una ghiandola in grado di produrre un ormone, l'ossitocina, questo scorre nel sangue ed arriva fino alla mammella, qui colpisce le cellule a canestro (muscoli involontari lisci che ricoprono per intero ogni alveolo come una rete da canestro), il latte sotto l'effetto della pressione di questi muscoli viene emesso all'esterno. L'azione dell'ossitocina sui muscoli a canestro degli alveoli ha una durata limitata, ecco il motivo per cui deve essere svuotata velocemente. L'ossitocina non agisce soltanto sulle cellule a canestro, ma anche sull'utero al momento del parto.